# Ахмед-шах Абдалі
Ахме́д-шах Абдалі́ (перс.: احمد شاہ ابدالی‎  — Ahmad Šāh Abdālī, також відомий як Ахме́д-шах Дуррані́ (Ahmad Shāh Durrānī; 1722, Мултан — 1773, Кандагар) — шах Афганістану (1747—1773), засновник афганської держави. Походив із роду Садозаїв, племені абдалі (пізніше «дуррані»). Служив начальником афганської кінноти у Надір-шаха. Внаслідок низки походів до Індії та Ірану захопив Пенджаб, Хорасан, Кашмір і низку узбецьких земель. Вважається національним героєм Афганістану .

## Життєпис
Народився в Мултані, Пенджаб, сучасний Пакистан. Походив з роду садозаїв пуштунського племеного союзу абдалі, був другим сином Мухаммеда Заман Хана, сардара (намісника) Герату. 1727 року його брав Зульфікар підняв повстання, оголосивши себе еміром Герату. 1732 року Герат було захоплено військами Надир Шаха.
У 1738 вступив на службу до перського Надір-шаха Афшара. Беручи участь у походах Надір-Шаха, проявив себе талановитим воєначальником і став одним з його полководців. По смерті Надір-Шаха у 1747 Ахмад-шах Дуррані очолив афганські частини перської армії, прийнявши титул шаха й почесний титул дурр-і-дурран (перлина перлин). Звідси його плем'я та династія замість Абдалі стала називатися Дуррані. 
Об'єднав під своєю владою всі афганські племена та ханів, яких переманював на свій бік щедрими субсидіями, земельними дарами та призначеннями на важливі державні посади.
Здійснив кілька походів до Індії, Ірану, Південного Туркестану. 1747 року на заклик лахорського назима Шах Наваз-хана вдерся до Пенджабу, але після перших успіхів (захоплення Лахора), зазнав поразки від могольського війська біля Маніпуру.
Завоював у 1748—1751 Пенджаб, у 1750 — Белуджистан, у 1752 — Кашмір і Балх, у 1754 — Сістан і Хорасан, у 1757 — Сірхінд і Сінд.
У 1761 завдав нищівної поразки у битві під Паніпатом маратхському війську під час афгансько-маратхської війни 1758-1761.
В останні роки життя вів малоуспішні війни з сикхами.